# Walter J. Ong
Pour les articles homonymes, voir Ong.
Walter Jackson Ong (30 novembre 1912 – 12 août 2003) est un éducateur, chercheur, et linguiste connu pour son travail sur la littérature de la Renaissance, sur l'histoire de la pensée et la culture contemporaine mais également pour son travail plus large sur l'évolution de la conscience. 
Son ouvrage le plus connu, Orality and Literacy: The Technologizing of the Word, considère le passage d'une culture orale à une culture écrite définie comme celle qui utilise la technologie des mots écrits pour communiquer. L'écriture est décrite comme une technologie qui doit être laborieusement apprise et qui influence la première transformation de la pensée humaine depuis le monde du son vers celui de la vue. L'étude de cette transition interroge le structuralisme, la déconstruction, les théories de l'acte de parole, de la réponse du lecteur, l'enseignement de la lecture et de l'écriture, etc.

## Biographie
Ong est diplômé en latin à l'université de Rockhurst College. Il a travaillé dans le domaine de l'imprimerie et de l'édition avant de rejoindre la Compagnie de Jésus en 1935. Il a été ordonné prêtre en 1946. Ong a un mastère en anglais de l'université de Saint-Louis. Son directeur de thèse a été le théoricien de la communication Marshall McLuhan. Ong est également diplômé en philosophie et en théologie. Après son doctorat en anglais à l'université Harvard en 1955, Ong est retourné à l'université de Saint-Louis où il a enseigné pendant 36 ans. 
Ong a été élu président de l'Association américaine pour les langues modernes en 1978.

## Publications

### Cours
- 1985 Wolfson College Lectures at Oxford University, Opening Lecture, Writing Is a Technology That Transforms Thought In The Written Word: Literacy in Transition, ed. Gerd Baumann (Oxford : Clarendon Press, 1986).
- The Alexander Lectures at the University of Toronto, Hopkins, the Self and God (Toronto, Buffalo, London: University of Toronto Press, 1986).
- The Terry Lectures at Yale University, The Presence of the Word (New Haven et Londres : Yale University Press, 1967) Other Terry lecturers have included John Dewey, Erich Fromm, Charles Hartshorne, Carl Gustaf Jung, Jacques Maritain, George Gaylord Simpson, et Paul Tillich.
- The Cornell University Messenger Lectures on the Evolution of Civilization, Fighting for Life: Contest, Sexuality, and Consciousness (Ithaca et Londres : Cornell UP, 1981)

### Livres
- Orality and Literacy : The Technologizing of the Word (Londres et New York : Routledge, 1982) traduit en 12 langues.
- Rhetoric, Romance, and Technology (Ithaca et Londres : Cornell UP, 1971).